# 앙헬라 루이스
앙헬라 루이스 로살레스(스페인어: Ángela Ruiz Rosales, 2006년 7월 29일~)는 멕시코의 양궁 선수로 주 종목은 리커브이다.2024년 하계 올림픽 양궁 여자 단체전에서 동메달을 획득했으며 세계 선수권 대회에서 동메달 1개를 획득했다.